# Doddauppla, Nagamangala
Doddauppla là một làng thuộc tehsil Nagamangala, huyện Mandya, bang Karnataka, Ấn Độ.